# Tony White
Anthony Fitzgerald White, detto Tony (Charlotte, 15 febbraio 1965), è un ex cestista statunitense, professionista nella NBA e in Europa.
Ha un figlio, Tony jr., anch'egli cestista.

## Carriera
È stato selezionato dai Chicago Bulls al secondo giro del Draft NBA 1987 (33ª scelta assoluta).
Con gli ha disputato i Campionati americani del 1993.

## Palmarès
- NCAA AP All-America Third Team (1987)